# Takayuki Suzuki
Takayuki Suzuki (japanska 鈴木隆行), född 5 juni 1976 i Hitachi i Japan, är en japansk fotbollsspelare som för närvarande spelar för JEF United Ichihara Chiba. Han spelade samtliga fyra matcher för Japan i VM 2002, varav han var med i startelvan i tre. Han gjorde kvitteringsmålet mot Belgien (2–2).
Suzuki är en väldigt fysisk spelare med smeknamnet "den japanske blonde bombaren", efter hans blonderade hår; den egentlige "blonde bombaren" var den tyske anfallaren Jürgen Klinsmann.
Suzuki hade inte gjort mål på 1790 minuter (46 matcher) i sträck tills han med Röda Stjärnan gjorde två mål i serbiska fotbollscupen 4 november 2006 mot Radnički Niš. Hans tid i Serbien blev dock en besvikelse och 19 januari 2007 meddelades det att han skulle flytta tillbaka till japanska J. League för att spela för Yokohama F. Marinos.

## Kuriosa
- Han är med på omslaget till Playstation 2-spelet Jikkyou J-League Perfect Striker 4, tillsammans med Shunsuke Nakamura och Atsuhiro Miura.

## Meriter
- FIFA Confederations Cup: 2001 (silver)
- Asiatiska mästerskapet: 2004 (guld)